# Tony Woodcock (calciatore)
Anthony Stewart Woodcock, detto Tony (Eastwood, 6 dicembre 1955) è un imprenditore, dirigente sportivo, allenatore di calcio ed ex calciatore inglese, di ruolo attaccante.

## Carriera
Nativo di Eastwood (Nottinghamshire), Woodcock iniziò la carriera professionistica al Nottingham Forest, club per il quale firmò nel 1974 un contratto da praticante. Dopo 11 presenze in campionato fu quindi inviato in prestito, prima al Lincoln City, poi al Doncaster.
Nel 1976 fu richiamato in pianta stabile dal Nottingham Forest e divenne titolare della squadra sotto la guida tecnica di Brian Clough: dalla Seconda alla Prima Divisione nel 1976-1977, il club si laureò campione d'Inghilterra nel 1977-1978 e vinse la Coppa dei Campioni 1978-1979, dopo aver eliminato al primo turno i campioni d'Europa uscenti del Liverpool.
Al termine della stagione Woodcock si trasferì in Germania al Colonia, che il Nottingham aveva incontrato in semifinale di Coppa. In Bundesliga Woodcock rimase tre stagioni, riportando come massimo risultato il secondo posto finale nel 1982 e la finale di Coppa di Germania del 1980.
Dopo il campionato del mondo 1982, che giocò da titolare con la Nazionale inglese, Woodcock tornò in patria, acquistato dall'Arsenal per 500.000 sterline: in ognuna delle quattro stagioni trascorse a Londra egli fu il miglior marcatore della squadra, raggiungendo il picco al termine della stagione 1983-1984, con 21 gol, e segnando 5 gol nella vittoria contro l'Aston Villa (record del dopoguerra per il club). Dopo un infortunio occorsogli nel marzo 1985, un anno dopo il nuovo manager dell'Arsenal, George Graham, comunicò a Woodcock che questi non rientrava nei piani del club e che quindi era libero di cercarsi un altro ingaggio.
Tornò quindi in Germania, dove terminò la sua carriera: dapprima nuovamente al Colonia, con 49 presenze e 11 gol in due stagioni, poi nell'altra squadra cittadina, il Fortuna Colonia fino al 1990, anno del ritiro.
In Nazionale Woodcock esordì nel 1978 nel Torneo Interbritannico contro l'Irlanda del Nord; fece parte delle selezioni nazionali qualificatesi per il campionato d'Europa 1980 in Italia e il campionato del mondo 1982 in Spagna; disputò l'ultimo incontro nel 1986, poco prima dell'avvio del campionato del mondo in Messico, dei cui selezionati comunque non fu parte. In totale furono 42 (con 16 gol) le presenze totali con la maglia dell'Inghilterra.
Dopo il ritiro dal calcio giocato Woodcock rimase in Germania per dedicarsi alla carriera tecnica (allenò sia il Fortuna che il Viktoria Colonia, e anche il Lipsia) e manageriale (fu direttore sportivo dell'Eintracht Francoforte), e a metà degli anni novanta tornò in patria dove ha gestito un'agenzia di notizie sportive insieme al suo ex compagno di club e di Nazionale Viv Anderson.
Fu inoltre tra i convocati della Selezione Europea nella gara ufficiale della nazionale italiana del 25 febbraio 1981 allo Stadio Olimpico di Roma, il 383º incontro disputato dagli azzurri, organizzata per raccogliere fondi per le vittime del terremoto dell'Irpinia: la gara si concluse con la vittoria per 3-0 della Selezione Europea e vi giocò il secondo tempo, segnandovi al 79º minuto il terzo gol della partita.

## Statistiche

### Cronologia presenze e punti in nazionale
| Cronologia completa delle presenze e delle reti in nazionale ― Inghilterra | Cronologia completa delle presenze e delle reti in nazionale ― Inghilterra | Cronologia completa delle presenze e delle reti in nazionale ― Inghilterra | Cronologia completa delle presenze e delle reti in nazionale ― Inghilterra | Cronologia completa delle presenze e delle reti in nazionale ― Inghilterra | Cronologia completa delle presenze e delle reti in nazionale ― Inghilterra | Cronologia completa delle presenze e delle reti in nazionale ― Inghilterra | Cronologia completa delle presenze e delle reti in nazionale ― Inghilterra |
| Data                                                                       | Città                                                                      | In casa                                                                    | Risultato                                                                  | Ospiti                                                                     | Competizione                                                               | Reti                                                                       | Note                                                                       |
| -------------------------------------------------------------------------- | -------------------------------------------------------------------------- | -------------------------------------------------------------------------- | -------------------------------------------------------------------------- | -------------------------------------------------------------------------- | -------------------------------------------------------------------------- | -------------------------------------------------------------------------- | -------------------------------------------------------------------------- |
| 16-5-1978                                                                  | Londra                                                                     | Inghilterra                                                                | 1 – 0                                                                      | Irlanda del Nord                                                           | Torneo Interbritannico 1978                                                | -                                                                          |                                                                            |
| 25-10-1978                                                                 | Dublino                                                                    | Irlanda                                                                    | 1 – 1                                                                      | Inghilterra                                                                | Qual. Euro 1980                                                            | -                                                                          | 81’                                                                        |
| 29-11-1978                                                                 | Londra                                                                     | Inghilterra                                                                | 1 – 0                                                                      | Cecoslovacchia                                                             | Amichevole                                                                 | -                                                                          | 41’                                                                        |
| 6-6-1979                                                                   | Sofia                                                                      | Bulgaria                                                                   | 0 – 3                                                                      | Inghilterra                                                                | Qual. Euro 1980                                                            | -                                                                          | 79’                                                                        |
| 10-6-1979                                                                  | Stoccolma                                                                  | Svezia                                                                     | 0 – 0                                                                      | Inghilterra                                                                | Amichevole                                                                 | -                                                                          |                                                                            |
| 17-10-1979                                                                 | Belfast                                                                    | Irlanda del Nord                                                           | 1 – 5                                                                      | Inghilterra                                                                | Qual. Euro 1980                                                            | 2                                                                          |                                                                            |
| 22-11-1979                                                                 | Londra                                                                     | Inghilterra                                                                | 2 – 0                                                                      | Bulgaria                                                                   | Qual. Euro 1980                                                            | -                                                                          |                                                                            |
| 6-2-1980                                                                   | Londra                                                                     | Inghilterra                                                                | 2 – 0                                                                      | Irlanda                                                                    | Qual. Euro 1980                                                            | -                                                                          |                                                                            |
| 26-3-1980                                                                  | Barcellona                                                                 | Spagna                                                                     | 0 – 2                                                                      | Inghilterra                                                                | Amichevole                                                                 | 1                                                                          |                                                                            |
| 13-5-1980                                                                  | Londra                                                                     | Inghilterra                                                                | 3 – 1                                                                      | Argentina                                                                  | Amichevole                                                                 | -                                                                          |                                                                            |
| 12-6-1980                                                                  | Torino                                                                     | Inghilterra                                                                | 1 – 1                                                                      | Belgio                                                                     | Euro 1980 - 1º turno                                                       | -                                                                          |                                                                            |
| 15-6-1980                                                                  | Torino                                                                     | Italia                                                                     | 1 – 0                                                                      | Inghilterra                                                                | Euro 1980 - 1º turno                                                       | -                                                                          |                                                                            |
| 18-6-1980                                                                  | Napoli                                                                     | Spagna                                                                     | 1 – 2                                                                      | Inghilterra                                                                | Euro 1980 - 1º turno                                                       | 1                                                                          |                                                                            |
| 10-9-1980                                                                  | Londra                                                                     | Inghilterra                                                                | 4 – 0                                                                      | Norvegia                                                                   | Qual. Mondiali 1982                                                        | 1                                                                          |                                                                            |
| 15-10-1980                                                                 | Bucarest                                                                   | Romania                                                                    | 2 – 1                                                                      | Inghilterra                                                                | Qual. Mondiali 1982                                                        | 1                                                                          |                                                                            |
| 19-11-1980                                                                 | Londra                                                                     | Inghilterra                                                                | 2 – 1                                                                      | Svizzera                                                                   | Qual. Mondiali 1982                                                        | -                                                                          |                                                                            |
| 29-4-1981                                                                  | Londra                                                                     | Inghilterra                                                                | 0 – 0                                                                      | Romania                                                                    | Qual. Mondiali 1982                                                        | -                                                                          |                                                                            |
| 20-5-1981                                                                  | Londra                                                                     | Inghilterra                                                                | 0 – 0                                                                      | Galles                                                                     | Torneo Interbritannico 1981                                                | -                                                                          | 82’                                                                        |
| 23-5-1981                                                                  | Londra                                                                     | Inghilterra                                                                | 0 – 1                                                                      | Scozia                                                                     | Torneo Interbritannico 1981                                                | -                                                                          | 46’                                                                        |
| 23-2-1982                                                                  | Londra                                                                     | Inghilterra                                                                | 4 – 0                                                                      | Irlanda del Nord                                                           | Torneo Interbritannico 1982                                                | -                                                                          | 77’                                                                        |
| 25-5-1982                                                                  | Londra                                                                     | Inghilterra                                                                | 2 – 0                                                                      | Paesi Bassi                                                                | Amichevole                                                                 | 1                                                                          |                                                                            |
| 3-6-1982                                                                   | Helsinki                                                                   | Finlandia                                                                  | 1 – 4                                                                      | Inghilterra                                                                | Amichevole                                                                 | -                                                                          | 68’                                                                        |
| 29-6-1982                                                                  | Madrid                                                                     | Germania Ovest                                                             | 0 – 0                                                                      | Inghilterra                                                                | Mondiali 1982 - 2º turno                                                   | -                                                                          | 78’                                                                        |
| 5-7-1982                                                                   | Madrid                                                                     | Spagna                                                                     | 0 – 0                                                                      | Inghilterra                                                                | Mondiali 1982 - 2º turno                                                   | -                                                                          | 64’                                                                        |
| 13-10-1982                                                                 | Londra                                                                     | Inghilterra                                                                | 1 – 2                                                                      | Germania Ovest                                                             | Amichevole                                                                 | 1                                                                          | 80’                                                                        |
| 17-11-1982                                                                 | Salonicco                                                                  | Grecia                                                                     | 0 – 3                                                                      | Inghilterra                                                                | Qual. Euro 1984                                                            | 2                                                                          |                                                                            |
| 15-12-1982                                                                 | Londra                                                                     | Inghilterra                                                                | 9 – 0                                                                      | Lussemburgo                                                                | Qual. Euro 1984                                                            | 1                                                                          |                                                                            |
| 30-3-1983                                                                  | Londra                                                                     | Inghilterra                                                                | 0 – 0                                                                      | Grecia                                                                     | Qual. Euro 1984                                                            | -                                                                          | 72’                                                                        |
| 16-11-1983                                                                 | Lussemburgo                                                                | Lussemburgo                                                                | 0 – 4                                                                      | Inghilterra                                                                | Qual. Euro 1984                                                            | -                                                                          | 24’                                                                        |
| 29-2-1984                                                                  | Parigi                                                                     | Francia                                                                    | 2 – 0                                                                      | Inghilterra                                                                | Amichevole                                                                 | 1                                                                          | 78’                                                                        |
| 4-4-1984                                                                   | Londra                                                                     | Inghilterra                                                                | 1 – 0                                                                      | Irlanda del Nord                                                           | Amichevole                                                                 | -                                                                          |                                                                            |
| 2-5-1984                                                                   | Wrexham                                                                    | Galles                                                                     | 1 – 0                                                                      | Inghilterra                                                                | Amichevole                                                                 | -                                                                          |                                                                            |
| 26-5-1984                                                                  | Glasgow                                                                    | Scozia                                                                     | 1 – 1                                                                      | Inghilterra                                                                | Amichevole                                                                 | 1                                                                          | 72’                                                                        |
| 10-6-1984                                                                  | Rio de Janeiro                                                             | Brasile                                                                    | 0 – 2                                                                      | Inghilterra                                                                | Amichevole                                                                 | -                                                                          | 76’                                                                        |
| 13-6-1984                                                                  | Montevideo                                                                 | Uruguay                                                                    | 2 – 0                                                                      | Inghilterra                                                                | Amichevole                                                                 | -                                                                          | 69’                                                                        |
| 12-9-1984                                                                  | Londra                                                                     | Inghilterra                                                                | 1 – 0                                                                      | Germania Est                                                               | Amichevole                                                                 | -                                                                          | 80’                                                                        |
| 17-10-1984                                                                 | Londra                                                                     | Inghilterra                                                                | 5 – 0                                                                      | Finlandia                                                                  | Qual. Mondiali 1986                                                        | 1                                                                          |                                                                            |
| 14-11-1984                                                                 | Istanbul                                                                   | Turchia                                                                    | 0 – 8                                                                      | Inghilterra                                                                | Qual. Mondiali 1986                                                        | 2                                                                          | 66’                                                                        |
| 27-2-1985                                                                  | Belfast                                                                    | Irlanda del Nord                                                           | 0 – 1                                                                      | Inghilterra                                                                | Qual. Mondiali 1986                                                        | -                                                                          | 78’                                                                        |
| 11-9-1985                                                                  | Londra                                                                     | Inghilterra                                                                | 1 – 1                                                                      | Romania                                                                    | Qual. Mondiali 1986                                                        | -                                                                          | 76’                                                                        |
| 16-10-1985                                                                 | Londra                                                                     | Inghilterra                                                                | 5 – 0                                                                      | Turchia                                                                    | Qual. Mondiali 1986                                                        | -                                                                          | 84’                                                                        |
| 26-2-1986                                                                  | Tel-Aviv                                                                   | Israele                                                                    | 1 – 2                                                                      | Inghilterra                                                                | Amichevole                                                                 | -                                                                          | 53’                                                                        |
| Totale                                                                     |                                                                            | Presenze                                                                   | 42                                                                         |                                                                            | Reti                                                                       | 16                                                                         |                                                                            |

## Palmarès

### Club

#### Competizioni nazionali
- Campionato inglese: 1

Nottingham Forest: 1977-1978
- Charity Shield: 1

Nottingham Forest: 1978
- Coppa di Lega inglese: 2

Nottingham Forest: 1977-1978, 1978-1979

#### Competizioni internazionali
- Coppa dei Campioni: 1

Nottingham Forest: 1978-1979

### Individuale
- Giovane dell'anno della PFA: 1

1977-1978